# Dambachia eritheles
Dambachia eritheles är en insektsart som beskrevs av Nischk och D. Otte 2000. Dambachia eritheles ingår i släktet Dambachia och familjen syrsor. Inga underarter finns listade i Catalogue of Life.